# خوشا دلی که مدام از پی نظر نرود
غزلی با مطلع «خوشا دلی که مدام از پی نظر نرود»، غزل شمارهٔ ۲۲۴ از دیوانِ حافظ در تصحیحِ محمد قزوینی و قاسم غنی است.

## در دیگر آثار هنری
مجموعاً ۳۲ قطعهٔ خوشنویسی اثر عبدالرحیم خوارزمی متعلق به سدهٔ ۹ و ۱۰ ه‍.ق در مرقع‌های یعقوب‌بیک آق‌قویونلو به شماره‌های ۲۱۵۳ و ۲۱۶۰ و به‌سال ۸۸۳–۸۹۶ ه‍.ق/۱۴۷۸–۱۴۹۰ م موجود است. این مرقع در کتابخانهٔ توپکاپی‌سرای استانبول نگهداری می‌شود. دو قطعهٔ از این آثار در مرقع H2160 وجود دارد که شامل بیت‌هایی از غزل «خوشا دلی که مدام از پی نظر نرود / به هر درش که بخوانند بی‌خبر نرود» و بیت‌هایی از غزل «منم که گوشه میخانه خانقاه من است / دعای پیر مغان ورد صبحگاه من است» است.